# Sindrome di Achenbach
La sindrome di Achenbach o ematoma parossistico della mano  è una condizione caratterizzata da una emorragia focale spontanea nei tessuti sottocutanei del palmo o della superficie volare di un dito, che provoca tenue dolore, o bruciore localizzato e transitorio, seguito da rapido gonfiore e ematomi tendenti al blu-nero. La sindrome di Achenbach è benigna e auto-limitata. 
Il sanguinamento è stato associato al dolore lieve e alla sensazione di bruciore e si è ferma facilmente all'applicazione di pressione. Le lesioni bluastre si risolvono entro 4-8 giorni senza alcun trattamento.